# وربکوویتسه
وربکوویتسه (به لاتین: Werbkowice) یک روستا در لهستان است که در گمینا وربکوویتسه واقع شده‌است. وربکوویتسه  ۳٬۰۹۸ نفر جمعیت دارد.